# Karl von Stürgkh
Karl von Stürgkh gróf (Graz, 1859. október 30. – Bécs, 1916. október 21.) osztrák konzervatív politikus, Ausztria miniszterelnöke 1911 és 1916 között.

## Élete
1859. október 30-án egy ősi nemesi család sarjaként született. Gimnáziumi tanulmányai befejezése után a közigazgatásban kezdett dolgozni és 1890-ben konzervatív politikusként lett tagja az osztrák parlamentnek, a Reichsratnak. Mélyen vallásos volt, támogatta a római katolikus egyházat, és erősen ellenezte az általános választójog bevezetését Ausztriában. 1908 és 1911 között oktatásügyi miniszter volt, majd 1911 novemberében miniszterelnök lett.
Bár sikerült egy fegyverkezési programot keresztülvinnie a parlamenten 1912–13-ban, a kapcsolata a törvényhozással egyre romlott. Amikor a parlament belső vitái miatt megbénult, sikerrel beszélte rá Ferenc József császárt, hogy oszlassa fel azt 1914 márciusában. Stürgkh gróf ezután rendeletekkel kormányozta az országot, és nem hívta újra össze a parlamentet. Ferenc Ferdinánd osztrák főherceg szarajevói meggyilkolása után erősen támogatta a katonai megoldás híveit, és a Szerbia elleni hadüzenet híve volt. Vonakodó magyar kollégáját, Tisza Istvánt azzal a hamisnak bizonyult állítással győzte meg a lépés fontosságáról, hogy az Osztrák–Magyar Monarchia fennmaradását biztosítja a háború. 
Az első világháború kitörése után személye egybefonódott Ausztriában a politikai megszorításokkal, amelyben nagy szerepe volt annak, hogy igyekezett az ellenzéket elnyomni. 1916. október 21-én, kevéssel 57. születésnapja előtt, a szocialista Friedrich Adler agyonlőtte a Meißl und Schadn bécsi hotel éttermében. Egy hónappal Stürgkh gróf halála után, november 21-én maga az uralkodó is távozott az élők sorából, és ezzel meghalt a két legfontosabb osztrák konzervatív politikus.